# Lonomia diabolus
Lonomia diabolus är en fjärilsart som beskrevs av Max Wilhelm Karl Draudt 1929. Lonomia diabolus ingår i släktet Lonomia och familjen påfågelsspinnare. Inga underarter finns listade i Catalogue of Life.